# Liste von Kompositionspreisen
Kompositionspreise sind:
- Asahi-Kompositionspreis für Blasorchester
- Asahi-Kompositionspreis für Chöre
- Busoni-Kompositionspreis
- Erste-Bank-Kompositionspreis
- Jenő-Takács-Kompositionspreis
- Kompositionspreis der Stiftung Gaudeamus
- Musikpreis Salzburg – Internationaler Kompositionspreis des Landes Salzburg
- Wolf Durmashkin Composition Award internationaler Kompositionswettbewerb in Verbindung mit Musik und Holocaust[1]

Siehe auch:
- Kompositionswettbewerb